# Kirby’s Blowout Blast
Kirby’s Blowout Blast — компьютерная игра 2017 года для портативной консоли Nintendo 3DS. Представляет собой расширенную версию мини-игры Kirby 3D Rumble из Kirby: Planet Robobot. Рецензенты похвалили игру за графику, но раскритиковали за однообразный игровой процесс.

## Игровой процесс
В Kirby’s Blowout Blast Кирби не может копировать объекты — только ходить по уровню, прыгать, всасывать объекты и врагов и выплёвывать их. Выплюнутый объект превращается в снаряд, который тоже может уничтожать врагов. Уничтожение врагов запускает комбо, приносящее очки; если игрок наберёт достаточное количество очков, он разблокирует более сложную версию уровня.

## Разработка и выпуск игры
Kirby’s Blowout Blast — это расширенная версия мини-игры Kirby 3D Rumble из игры Kirby: Planet Robobot. Игра вышла для Nintendo 3DS 6 июля 2017 года, после выхода Nintendo Switch. Она была анонсирована на Nintendo Direct одновременно с Team Kirby Clash Deluxe, которая вышла в апреле 2017 года

## Критика
| Сводный рейтинг    | Сводный рейтинг |
| Агрегатор          | Оценка          |
| ------------------ | --------------- |
| Metacritic         | 69/100          |
| Иноязычные издания |                 |
| Издание            | Оценка          |
| Nintendo Life      | 7/10            |
| Pocket Gamer       | 3,5/5           |
| Destructoid        | 6/10            |
| Cubed3             | 7/10            |

Рецензент Nintendo Life Тим Лэтшоу отметил, что уровни игры способствуют повторному прохождению, но не сильно отличаются друг от друга. Он также высоко оценил графику игры. В своём обзоре для Vice рецензент Крис Шиллинг назвал игру «ещё одним удачным спин-оффом» серии. Рецензент Pocket Gamer Джон Манди заявил, что игра принесла ему удовольствие, особо похвалив механику стрельбы. Игра подверглась резкой критике со стороны рецензента Маркуса Грундмана из Eurogamer, который посчитал уровни слишком однообразными. В своём обзоре для Cubed3 Дрю Хёрли отметил реиграбельность игры, но раскритиковал её за низкую продолжительность и лёгкую сложность.